# پاتریک کونراد
پاتریک کونراد (آلمانی: Patrick Konrad؛ زادهٔ ۱۳ اکتبر ۱۹۹۱) دوچرخه‌سوار اهل اتریش است.
از باشگاه‌هایی که در آن رکاب زده‌است می‌توان به بورا–هانسگروهه، و بورا–هانسگروهه، اشاره کرد.